# Воллі Вуд
Воллес Аллан Вуд (англ. Wally Wood; 17 червня 1927 — 2 листопада 1981) — американський автор коміксів, художник і незалежний видавець, широко відомий своєю роботою над коміксами EC Comics, такими як Weird Science, Weird Fantasy та MAD від його заснування в 1952 році до 1964 року, а також для THUNDER Agents і видавництва Warren Publishing Creepy. Він намалював кілька перших номерів Шибайголови Marvel і створив характерний червоний костюм головного героя. Вуд створив і володів давніми персонажами Саллі Форт і Кенноном.
Він написав, намалював і самостійно опублікував два з трьох графічних романів свого великого твору, трилогії «Король-чарівник», про Одкіна, сина Одкіна, до його смерті через самогубство.
Велика частина його ранніх професійних робіт підписана Воллесом Вудом; деякі люди називають його Воллі Вуд, ім'я, яке він, як стверджував, не любить. У спільноті коміксів він також був відомий як Вуді, це ім'я він іноді використовував як підпис.
Окрім сотень сторінок коміксів Вуда, він ілюстрував книжки та журнали, а також працював у багатьох інших сферах — реклама; дизайн упаковки та ілюстрації товару; жавртівливі малюнки; обкладинки альбомів; плакати; синдиковані комікси; і колекційні картки, включаючи роботу над знаковим набором Topps Maрс атакує.
Видавець Вільям Ґейнс якось сказав: «Воллі, мабуть, був нашим найбільш проблемним художником… Я не припускаю жодного зв'язку, але він, можливо, був нашим найгеніальнішим».
У 1989 році він був першим вступником до Зали слави коміксів Джека Кірбі, а в 1992 році був включений до Зали слави коміксів Вілла Ейснера.

## Життєпис

### Раннє життя та кар'єра
Воллес Вуд народився в Менагґа, штат Міннесота, і почав читати та малювати комікси в ранньому віці. На нього сильно вплинули художні стилі «Флеш Гордон» Алекса Реймонда, "Террі та пірати " Мілтона Каніффа, " Принц Валіант " Хела Фостера, "Дух " Вілла Ейснера та особливо " Вош Таббс " Роя Крейна. Згадуючи своє дитинство, Вуд сказав, що його шестирічна мрія про те, щоб знайти чарівний олівець, яким можна малювати все, що завгодно, передбачила його майбутнє як художника. У 1944 році Вуд закінчив середню школу, наприкінці Другої світової війни вступив на службу в Торговельний флот Сполучених Штатів і в 1946 році був зарахований до 11-ї повітряно-десантної дивізії армії США . Він вирушив з навчання у Форт-Беннінг, штат Джорджія, до окупованої Японії, де його призначили на острів Хоккайдо.
У 1947 році, у віці 20 років, Вуд вступив до Школи мистецтв Міннеаполіса, але протримався лише один семестр. Прибувши до Нью-Йорка разом зі своїм братом Ґленном і матір'ю Алмою (фінського походження), після звільнення з армії в липні 1948 року Вуд знайшов роботу в ресторані Бікфорда помічником. У відпустку він носив своє товсте портфоліо малюнків по всьому Мангеттену, відвідуючи кожне видавництво, яке міг знайти. Він ненадовго відвідував Школу мистецтв Гоґарта, але кинув її через один семестр. У 1948 році він вступив до Школи карикатуристів та ілюстраторів (нині відомої як Школа образотворчого мистецтва), пробувши там менше року (хоча він зав'язав ряд професійних контактів, які допомогли йому пізніше).
У жовтні, після того як йому відмовили всі компанії, які він відвідував, Вуд зустрів колегу-художника Джона Северіна в кімнаті очікування невеликого видавництва. Після того, як вони поділилися своїм досвідом під час спроб знайти роботу, Северін запросив Вуда відвідати його студію Чарльза Вільяма Гарві, де Вуд познайомився з Чарлі Стерном, Гарві Курцманом (який працював на Timely/Marvel) і Віллом Елдером. У цій студії Вуд дізнався, що Вілл Айснер шукає фонового художника Spirit. Він негайно відвідав Айснера і був найнятий на місці.
Протягом наступного року Вуд також став помічником Джорджа Вундера, який очолив стрип Мілтон Каніфф Террі та Піратс. Вуд згадав свою «першу самостійну роботу» як Chief Ob-stacle, що продовжує серію стрічок для політичного бюлетеня 1949 року. Він увійшов у сферу коміксів, займаючись літерінґом, як він згадував у 1981 році: «Першою професійною роботою були літерінги для романтичних коміксів Fox у 1948 році. Це тривало близько року. Я також почав робити фони, а потім чорнило. Більшість це були романтичні речі. Для повних сторінок це було 5 доларів США за сторінку… Двічі на тиждень я писав чорнилом десять сторінок за один день».
Представник художників Ренальдо Епворт допоміг Вуду отримати його перші завдання щодо коміксів, незрозуміло, чи цей зв'язок призвів до написів Вуда чи до його дебюту в коміксах, десятисторінкового оповідання «Жінка-підказка»[sic] у коміксах Fox Comics Western «Жінки поза законом» № 4 (обкладинка датована січнем 1949 року, у продажу наприкінці 1948 року). Наступний відомий комікс Вуда з'явився лише після виходу «Моє зізнання» № 7 (серпень 1949) Фокса, тоді він почав майже безперервно працювати над схожими компаніями «Мій досвід», «Моє таємне життя», «Моя історія кохання» та «Моє справжнє кохання: захоплюючі історії-сповіді». Вважається, що його перший підписаний твір міститься в «Моїй сповіді» № 8 (жовтень 1949 р.), з ім'ям «Вуді», напівприхованим на театральному шатрі. У цьому номері він написав олівцем і чорнилом дві історії: «Я був небажаним» (дев'ять сторінок) і «Моя заплямована репутація» (десять сторінок).
Вуд почав у EC разом із Гаррі Гаррісоном писати олівцем і чорнилом оповідання «Занадто зайнятий для кохання» (Сучасне кохання № 5), а також повністю олівцем олівцем «Я була просто ковбойкою для розваг» у Saddle Romances No. 11 (квітень 1950), підписано Гаррісоном.

### 1950-ті роки
Працюючи в мангеттенській студії на Вест-64-й вулиці та Колумбус-авеню, Вуд почав привертати увагу в 1950 році своїми науково-фантастичними роботами для EC і Avon Comics, деякі з яких були створені у співпраці з Джо Орландо. У цей період він малював різноманітні теми та жанри, включаючи пригоди, романтику, війну та жахи; історії повідомлень (для Shock SuspenStories); і, зрештою, сатиричний гумор для письменника/редактора Гарві Куртцмана у Mad, включаючи сатиру на позов, який видавець Супермена DC подав проти видавця Капітана Марвел Фосетта під назвою «Супердупермен!», що бореться з Капітаном Марблз.
Вуд зіграв важливу роль у переконанні видавця EC Вільяма Ґейнса створити лінію науково-фантастичних коміксів Вейрд сайнс (Weird Science) і Вейрд фентезі (Weird Fantasy) (пізніше об'єднаних під єдиною назвою Вейрд Сайнс-Фентезі (Weird Science-Fantasy)). Вуд написав олівцем і чорнилом кілька десятків науково-фантастичних оповідань. Вуд також часто друкувався в Two-Fisted Tales і Tales from the Crypt, а також у пізніх назвах Valor, Piracy та Aces High.
Працюючи над сценаріями та розбивкою олівцем Жуля Файфера, 25-річний Вуд протягом двох місяців малював недільний додаток до газети Вілла Айснера, комікс «Дух» (The Spirit), на сюжет 1952 року «Дух у космосі». Айснер, згадував Вуд, платив йому «близько 30 доларів на тиждень за написи та фони для „Духа“. Іноді він платив 40 доларів, коли я теж робив малюнки».
Файффер у 2010 році згадував студію Вуда, «яка була в той час у дуже нетріщах Верхньому Вест-Сайді [Мангеттена] в [Західних] 60-х роках, за роки до того, як це був [район] Лінкольн-центру. Це було гетто художників-мультиплікаторів і фантастів — просто величезна кімната з поваленими стінами, темна, смердюча, кишить плотвою, і всі ці мультиплікатори та письменники схилилися над своїми столами. Одним із них був [письменник наукової фантастики] Гаррі Гаррісон».
Між 1957 і 1967 роками Вуд підготував обкладинки та інтер'єри для понад 60 номерів науково-фантастичного дайджесту Гелексі сайнс фікшн, ілюструючи таких авторів, як Айзек Азімов, Філіп Дік, Джек Фінні, Сиріл Корнблас, Фредерик Пол, Роберт Сілверберг, Роберт Шеклі, Кліффорд Сімак і Джек Венс. Він написав шість обкладинок для науково-фантастичних романів Галаксі між 1952 і 1958 роками. Його гігантські карикатури з'явилися в чоловічих журналах Dude, Gent і Nugget. Він створив перші вісім місяців синдикованого коміксу 1958—1961 років Небесні володарі Космічних сил (Sky Masters of the Space Force), написаного олівцем Джека Кірбі.
Вуд розширив книжкові ілюстрації, зокрема для видань із зображеннями обкладинок (хоча не для суперобкладинок) назв у перевиданнях книжок Aladdin Books 1959 року серії «Дитинство знаменитих американців» Боббса Меррілла 1947 року.

### Срібний вік і бронзовий вік
Крім того, Вуд створював малюнки та оповідання для великих і малих компаній коміксів — від Marvel (та її ітерації Atlas Comics 1950-х років), DC (включно з House of Mystery і Challengers of the Unknown Джека Кірбі) та Warren (Creepy, Eerie, 1984), таким меншим фірмам, як Avon (Eerie, Strange Worlds), Charlton (Win and Attack, Jungle Jim), Fox (Martin Kane, Private Eye), Gold Key (Mars Patrol Total War, Fantastic Voyage), Harvey (Unearthly Spectaculars), King Comics (Jungle Jim), Atlas/Seaboard (The Destructor), Youthful Comics (Capt. Science) і компанія іграшок Wham-O (Wham-O Giant Comics). У 1965 році Вуд, Лен Браун і, можливо, Ларрі Айві створили THUNDER Agents для Tower Comics. Він написав і намалював синдикований різдвяний комікс 1967 року «Різдвяний капер Бакі». У 1960-х роках Вуд створив багато колекційних карток і гумористичних продуктів для Topps Chewing Gum, включаючи концептуальні шедеври для знаменитих карток Topps 1962 року Марс атакує до остаточного оформлення Боба Пауелла і Нормана Сондерса.
Для Marvel під час Срібної доби коміксів робота Вуда чорнильником для Шибайголови № 5–8 і над Боба Пауелл у випусках № 9–11 створила характерний червоний костюм головного героя (у випуску № 7). Вуд і Стен Лі представили Стілтмена у «Шибайголові» № 8 (червень 1965). Коли Шибайголова зіграв роль гостя у «Фантастичній четвірці» № 39–40, Вуд намалював цього персонажа поверх олівців Джека Кірбі на обкладинках та в інтер'єрі.
Вуд написав олівцем і чорнилом перші чотири 10-сторінкових частин фірмового сюжету «Доктор Дум» у Естонішн Тейлз (Astonishing Tales) № 1–4 (серпень 1970 — лютий 1971), і обидва написали та намалювали антологічні казки жахів/суспенсу у Теуер оф Шедовз (Tower of Shadows) № 5–8 (травень–листопад 1970), а також спорадична інша робота.
У колах, стурбованих питаннями авторського права та інтелектуальної власності, Вуд відомий як художник непідписаного сатиричного плаката Меморіальна оргія в Діснейленді (Disneyland Memorial Orgy), який вперше з'явився в журналі Пола Красснера The Realist. На плакаті зображено кілька захищених авторським правом персонажів Діснея, які займаються різноманітними неприємними діями (зокрема, статевими актами та вживанням наркотиків), а над Замком Попелюшки виходять величезні знаки долара. Сам Вуд ще в 1981 році, коли його запитали, хто зробив цей малюнок, сказав лише: «Я б краще про це нічого не казав! Це був найбільш піратський малюнок в історії! Усі друкували його копії. Я розумію, що деяких людей затримали за його продаж. Я завжди вважав героїв Діснея досить сексуальними… Білосніжку тощо». Діснею не вдався до суду ні проти Красснера, ні проти The Realist, але він подав до суду на видавця «чорної» версії плаката, який використав зображення без дозволу Красснера. Справа була вирішена в позасудовому порядку.
У DC Comics він і Джим Шутер запустили серію коміксів Капітан Дія у 1968 році. Наступного року Вуд ненадовго працював ініціатором серії «Суперхлопчик». Дізнавшись від Роя Томаса, що в 1970 році Джек Кірбі повернувся до Вашингтона, Вуд зателефонував редактору Джо Орландо, намагаючись отримати завдання написати нову роботу Кірбі, але цю роль уже зайняв Вінс Коллетта. Того ж року Вуд був художником-привидом для епізоду Принца Веліанта. Між 1975 і 1977 роками Вуд працював над різними серіями для DC, випустивши кілька обкладинок для Пльоп! (Plop!) і малювання олівцем Стіва Дітко та Джека Кірбі на «Сталкері» та «Пісочній людині» відповідно. Він також працював над серією Геркулес (Hercules Unbound), забезпечуючи чорнилом Хосе Луїса Гарсіа-Лопеса та Волта Сімонсона. Вуд написав олівцем і чорнилом Олл стар комікс (All Star Comics) і зробив внесок у створення Повергьорл (Power Girl), перебільшивши розмір її грудей. Активно співпрацюючи з Академією мистецтв коміксів у 1970-х роках, Вуд брав участь у кількох випусках щорічного ACBA Sketchbook. В одному зі своїх останніх завдань Вуд повернувся до персонажа, якого він допоміг визначити, написавши чорнилом обкладинку Шибайголови №164 (травень 1980) Френка Міллера. Його останньою відомою мейнстрімною заслугою була «Диво-жінка» № 269 (липень 1980).
Протягом кількох десятиліть у студії Вуда працювали численні художники. Серед помічників і помічників були Ден Едкінс, Річард Бассфорд, Говард Чайкін, Тоні Коулмен, Нік Куті, Лео та Дайан Діллон, Ларрі Гама, Расс Джонс, Вейн Говард, Пол Кіршнер, Джо Орландо, Білл Пірсон, Ел Сіруа, Ральф Різ, Бгоб Стюарт, Тетяна Вуд і Майк Зек.

### Видавець
У 1966 році Вуд запустив незалежний журнал вітзенд (witzend), спочатку мав назву et cetera, назву, яку довелося скасувати, коли Вуду сказали, що інший журнал уже використовував цю назву), один із перших альтернативних коміксів, за десять років до комікса Стар Річ (Star Reach) Майка Фрідріха або Біґ Еппл Комікс (Big Apple Comix) Фло Штайнберґ, для яких Вуд намалював обкладинку та написав історію. Вуд запропонував своїм колегам-професіоналам можливість зробити ілюстрації та графічні історії, які вийшли зі звичайних традицій індустрії коміксів. Після четвертого випуску Вуд передав вітзенд Біллу Пірсону, який продовжував працювати редактором і видавцем у 1970-х і в 1980-х роках. Крім того, Вуд зібрав свою статтю про Саллі Форт, опубліковану в періодичних виданнях для військовослужбовців США Мілітарі Ньюз (Military News) і Оверсайз віклі (Overseas Weekly) у 1968—1974 роках, у серії з чотирьох великих (10"x12") журналів. У 1993—1995 роках Пірсон переформатував смужки в серію коміксів, опубліковану Eros Comix, відбитком Fantagraphics Books, яка в 1998 році зібрала весь тираж в єдиний том на 160 сторінок.
У 1969 році Вуд створив ще один незалежний комікс Герос, Інк. Презентс Кеннон (Heroes, Inc. Presents Cannon), призначеного для його військової авдиторії «Саллі Форт», як зазначено в рекламі та знаках. Художників Стіва Дітко та Ральфа Різа та письменника Рона Вайта вважають основними сценаристами-художниками Вудом у трьох фільмах: «Кеннон», «Невдале» та «Драгонелла». У 1976 році видавництво Вуда і CPL Gang Publications опублікувало другий журнал у форматі журналу. Ларрі Гама, один із помічників Вуда, сказав: «Я написав сценарій про три історії Саллі Форт і кілька оповідань про Кеннона. Я написав основне оповідання Саллі Форт у першому перевиданні книги, яке насправді присвячене мені, здебільшого тому, що я позичив Вуді гроші на його публікацію».
У 1980 і 1981 роках Вуд зробив два випуски повністю порнографічного коміксу під назвою Ґанґ Банґ (Gang Bang). Він містив дві відверто сексуальні історії Саллі Форт і відверто сексуальні версії Діснеївської «Білосніжки та семи гномів» мав назву «Та біла та шість дурнів»; Террі і пірати (Terry and The Pirates), мав назву Перрі і ці пірати; Принц Валіант, названий Принц Віолат; Супермен і Диво-жінка мав назву Людина-дурень зустрічає жінку-обманщицю; Флеш Гордон мав назву Флешер Гордон; і Тарзан мав назву Старзан. Третій том, опублікований у 1983 році, містив ще три сексуально відверті пародії на «Алісу в Країні Чудес». він мав назву «Злоба в Країні Чудес» ; друга відправка Флеша Гордона мала назву Флеш Факер зустрічається з жінкою Ліб!; і Чарівник країни Оз мав назву Завірюха озону.

### «Панелі, які завжди працюють»
Вуд намагався бути максимально ефективним у часто низькооплачуваній індустрії коміксів. Згодом він створив серію технік компонування, накреслених на аркушах паперу, які він приклеював біля свого столу для малювання. Ці «візуальні нотатки», зібрані на трьох сторінках, нагадали Вуду (і обраним помічникам, яким він показував сторінки) про різні макети та композиційні прийоми, щоб зберегти його сторінки динамічними та цікавими. У тому ж ключі Вуд також записав собі іншу записку: «Ніколи не малюй нічого, що можна скопіювати, ніколи не копіюй те, що можеш простежити, ніколи не прорисуй те, що можеш вирізати та наклеїти».
У 1980 році оригінальна тристорінкова версія «Панелей» Вуда з 24 панелями (а не 22) була опублікована з відповідним повідомленням про авторські права в The Wallace Wood Sketchbook (Крауч/Вуд 1980). Приблизно в 1981 році колишній помічник Вуда Ларрі Гама, на той час редактор у Marvel Comics, наклеїв фотокопії захищених авторським правом малюнків Вуда на одній сторінці, яку Гама назвав «22 панелі Воллі Вуда, які завжди працюють!!» (він мав підзаголовок: «Або кілька цікавих способів урізноманітнити ті нудні панелі, де у якогось тупого письменника купа кульгавих персонажів сидять і говорять сторінку за сторінкою!»). Гама пропустив дві з оригінальних 24 панелей, оскільки його фотокопії були надто тьмяними, щоб розрізнити деякі з найсвітліших ескізів. Гама розповсюдила «елегантно простий посібник Вуда для базового оповідання» художникам у Marvel, які, у свою чергу, передали їх своїм друзям і колегам. Зрештою «22 панелі» обійшов майже кожного карикатуриста чи починаючого художника коміксів у галузі та досяг власного статусу знакового.
Авторські права на «Панелі, які завжди працюють» Вуда належать Wallace Wood Properties, LLC, як зазначено в списку Бюро авторських прав Сполучених Штатів, яке присвоїло твору реєстраційний номер VA0001814764.

#### Вшанування та вшанування «22 панелей»
У 1986 році Том Крістофер, якому Ларрі Гама дав копію в офісі DC у 1978 році, засвітив сторінки, включивши нелінійний діалог, і попросив Пара Голмана написати його чорнилом. Голман написав твір чорнилом і літерами, а завершене мистецтво було розповсюджено через Clay Geerdes Comics World Co-Op, учасники якого створили комікси міні- та дайджест-розміру. У 2006 році письменник/художник Джоел Джонсон купив фотокопії Ларрі Гами на аукціоні та зробив їх доступними для широкого розповсюдження в Інтернеті. У 2010 році Енн Люкман з Kill Vampire Lincoln Productions випустила короткометражний фільм, адаптувавши «22 панелі, які завжди працюють» в експериментальний твір у стилі фільм-нуар під назвою «22 кадри, які завжди працюють». Художник Рафаель Каянан створив переглянуту версію «22 панелей», у якій для ілюстрації кожного кадру використано реальне мистецтво з опублікованих коміксів Вуда. У 2006 році художник-мультиплікатор і видавець Чіз Гассельберґер створив «22 панелі Чіз, які ніколи не працюють», у яких представлені дивні ситуації та загалом погані техніки оповідання. У 2012 році Майкл Ейвон Оемінг створив оновлення вшанування «22 Панелі» на тему Поверс (Powers), зробивши його доступним для розповсюдження. У липні 2012 року телевізійний продюсер Cerebus Макс Саухолл зібрав матеріали та випустив документальний фільм, у якому Дейв Сім вшанував Воллеса Вуда та зосередився на його 22 панелях, включно з триб'ютом, у якому використано мотив одного з їх із зображенням Сміливця та самого Вуда в стилі Воллеса Вуда — і офіційний принт панелей Уоллес Вуд Естейт.

### Особисте життя і останні роки
Вуд був одружений тричі. Його перший шлюб був із художницею Тетяною Вуд, яка пізніше багато працювала колористкою коміксів. Їхній шлюб розпався наприкінці 1960-х років. Його другий шлюб, з Мерилін Сільвер, також закінчився розлученням.
Більшу частину свого дорослого життя Вуд мав хронічні, незрозумілі головні болі. У 1970-х роках, після нападів алкоголізму, у Вуда була ниркова недостатність. Інсульт у 1978 році спричинив втрату зору на одне око. Зіткнувшись із погіршенням здоров'я та кар'єрних перспектив, 2 листопада 1981 року він застрелився в Лос-Анджелесі. За однією біографією, наприкінці життя озлоблений Вуд сказав: «Якби мені довелося повторювати все це знову, я б відрубав собі руки».
У 1972 році редактор EC Гарві Курцман, який тісно співпрацював з Вудом у 1950-х роках, сказав:
|  | У Воллі було напруження, інтенсивність, яку він замкнув у внутрішньому паровому котлі. Думаю, це з'їдало його зсередини, і робота справді виснажувала його. Я думаю, що він створив одні з найкращих робіт, які коли-небудь були намальовані, і я думаю, що це його заслуга, що він вкладав так багато зусиль у свою роботу, приносячи себе в жертву. |

### Біографії, критика, колекції
«Світ Воллі: блискуче життя та трагічна смерть Воллі Вуда, 2-го найкращого художника коміксів у світі» Стіва Старгера та Дж. Девіда Сперлока — це вичерпна біографія. Його опублікував у 2006 році видавництво Vanguard, яке також публікує збірки коміксів Вуда, зокрема Воллі Вуд: Дивні світи наукової фантастики, Воллі Вуд: Моторошні історії про злочини та жахи, Воллі Вуд: Тузи відчайдушного диявола, Воллі Вуд: Пригоди в джунглях, Воллі Вуд: Палкі історії про романтику, нові видання книг Король-чарівник і Воллі Вуд Скетчбук.
У 2017 та 2018 роках видавництво Fantagraphics Books опублікувало «Життя та легенду Воллеса Вуда» — набір із двох книг у твердій палітурці (ISBN 978-1-60699-815-1, ISBN 978-1-68396-068-3), в основному зібраний його колишнім помічником Бхобом Стюартом протягом 30 років. Це переглянута, розширена та нецензурована версія його попередньої книги Вуда «Проти зерна: божевільний художник Воллес Вуд» (TwoMorrows, 2003). Він містить особисті спогади друзів, колег і помічників Вуда, зокрема Джона Северіна, Ел Вільямсон, Пола Краснера, Тріни Роббінс, Ларрі Гама та Пола Левітца; раніше неопубліковані твори мистецтва та фотографії; і детальний аналіз його життя та кар'єри. Це був останній видавничий проект Стюарта, але він не дожив до його друку.

## Нагороди
- Нагороди відділу коміксів Національного товариства карикатуристів США, 1957, 1959 та 1965 рр.[71]
- Премія Еллі, найкращий художник олівцем, 1965[72]
- Премія Еллі, найкраща робота чорнилом, 1966[72]
- Нагорода за найкращого іноземного карикатуриста, Міжнародний фестиваль коміксів в Ангулемі, 1978
- Премія Inkpot, 1980[73]
- Зал слави Джека Кірбі, 1989[72]
- Зал слави нагороди Вілла Айснера, 1992[72]
- The Inkwell Awards Премія Залу слави Джо Сінотта, 2011.[74][75]

## Виноски
1. 1 2  Deutsche Nationalbibliothek Record #142942863 // Gemeinsame Normdatei — 2012—2016.
2. ↑  Bibliothèque nationale de France BNF: платформа відкритих даних — 2011.
3. 1 2  http://comicsbulletin.com/classic-comics-cavalcade-came-dawn-and-other-stories/
4. ↑  https://www.twomorrows.com/alterego/articles/08wood.html
5. ↑  Wallace Wood
6. ↑  The Encyclopedia of Science Fiction / P. Nicholls, J. Clute, D. Langford — ISSN 3049-7612
7. ↑  Tragic Genius: Wally Wood — 2010.
8. ↑  http://www.mtv.com/artists/wallace-wood/biography/
9. ↑  The Encyclopedia of Science Fiction / P. Nicholls, J. Clute, D. Langford — ISSN 3049-7612
10. 1 2 3  Lambiek Comiclopedia — Lambiek, 1999.
11. ↑  http://comicscomicsmag.com/?p=715
12. ↑  Bibliothèque nationale de France BNF: платформа відкритих даних — 2011.
13. 1 2  Wallace Wood. Lambiek Comiclopedia. 2014. Архів оригіналу за 5 червня 2014.
14. 1 2  Stewart, Bhob, ред. (2003). Against the Grain: Mad Artist Wallace Wood. Raleigh, North Carolina: TwoMorrows Publishing. ISBN 978-1893905283.
15. ↑  Evanier, Mark (2002). Mad Art : A Visual Celebration of the Art of Mad Magazine and the Idiots Who Create It. Watson-Guptill Publications. с. 47. ISBN 978-0823030804.
16. 1 2 3 4  McLauchlin, Jim (July 2010). Tragic Genius: Wally Wood. Wizard (228). Архів оригіналу за 30 грудня 2013.
17. ↑  David Saunders: WALLACE WOOD
18. ↑  Nadel, Dan. "Wally Wood Should Have Beaten Them All, " Comics Comics (FEBRUARY 18, 2010).
19. ↑  Wallace Wood interview, originally published in The Buyer's Guide No. 403 (August 1, 1981), reprinted in Comic Book Artist No. 14 (July 2001); p. 18 of the latter.
20. ↑  Daniels, Les (1995). The Comics Code Crunch. DC Comics: Sixty Years of the World's Favorite Comic Book Heroes. New York, New York: Bulfinch Press. с. 115. ISBN 0821220764. In the fourth issue [of Mad] (April–May 1953), writer Harvey Kurtzman and artist Wallace Wood make light of the lawsuit between Superman and Captain Marvel.
21. 1 2  Воллі Вуд на Grand Comics Database and Воллі Вуд на Grand Comics Database
22. ↑  Wood interview, Comic Book Artist No. 14, p. 19
23. ↑  Transcript of March 24, 2010, Feiffer interview at the Museum of Comic and Cartoon Art, published as «Backing into Jules Feiffer: An Exclusive Q&A», p.2, FilmFestivalTraveler.com, April 18, 2010. WebCitation archive.
24. ↑  Evanier, Mark (2008). Kirby: King of Comics. New York, New York: Abrams Books. с. 106. ISBN 978-0810994478. The artwork was exquisite, in no small part because Dave Wood had the idea to hire Wally Wood (no relation) to handle the inking.
25. ↑  Guthridge, Sue. Tom Edison, Boy Inventor. Illustrated by Wood. New York: Aladdin Books; London: Collier Macmillan, 1986, c1959
26. ↑  Wells, John (2014). American Comic Book Chronicles: 1965-1969. TwoMorrows Publishing. с. 99—100. ISBN 978-1605490557.
27. ↑  Arndt, Richard J. (April 2018). "Nice" Is the Word: A Few Words on Archie Goodwin. Back Issue!. Raleigh, North Carolina: TwoMorrows Publishing (103): 12.
28. ↑  Ivie, Larry, «Ivie League Heroes», Comic Book Artist No. 14 (July 2001), pp. 64–68
29. ↑  Markstein, Don (2010). T.H.U.N.D.E.R. Agents. Don Markstein's Toonopedia. Архів оригіналу за 22 червня 2014. The series was created by Wallace Wood, whose art had been seen throughout the comics industry since 1947 ... Wood was mainly responsible for the overall look of the series.
30. ↑  Starger, Steve and J. David Spurlock, Wally's World (Vanguard Productions, 2007), p. 177. ISBN 1-887591-80-X
31. ↑  Truitt, Brian (23 липня 2012). Mars Attacks again, 50 years later. USA Today. Архів оригіналу за 3 квітня 2015.
32. ↑  Daniels, Les (1991). The Marvel Age (1961–1970). Marvel: Five Fabulous Decades of the World's Greatest Comics. Abrams Books. с. 120. ISBN 9780810938212. The complicated red-and-yellow costume that [Bill] Everett created for the original Daredevil cover was changed by artist Wally Wood to simpler red tights. The more devilish new costume is the one that ultimately lasted.
33. ↑  DeFalco, Tom (2008). 1960s. У Gilbert, Laura (ред.). Marvel Chronicle A Year by Year History. London, United Kingdom: Dorling Kindersley. с. 108. ISBN 978-0756641238. The Stilt-Man sprang into action in Daredevil #8. Created by Stan Lee and Wally Wood, his limited powers made him a joke among other criminals.
34. ↑  Per Stan Lee in letters page, Fantastic Four N#42 (Sept. 1965)
35. ↑  Sanderson, Peter «1970s» in Gilbert (2008), p. 146: «Marvel's second split book of 1970 gave two longtime Marvel stars their own series. Stan Lee and Jack Kirby collaborated on the first installment of the new series starring Ka-Zar … Marvel's greatest villain, Dr. Doom, also received his own series, scripted by Roy Thomas and drawn … [by] Wally Wood.»
36. ↑  Wood inked The Avengers #20–22 and the «Iron Man» feature in Tales of Suspense #71, both over penciler Don Heck, as well as the «Human Torch» feature in Strange Tales #134, over Powell, in 1965; Captain America #127, over Gene Colan, in 1970; Kull the Conqueror #1, over Ross Andru, and «Red Wolf» in Marvel Spotlight #1, over Syd Shores, in 1971; and The Cat #1, over Marie Severin, in 1972. He inked Kirby on the covers of Avengers #20–21 and The X-Men #14. The Grand Comics Database also cites «additional inks … uncredited» on the Kirby layouts and George Tuska pencil and ink work of the «Captain America» feature in Tales of Suspense #71.
37. ↑  Krassner, Paul, and Wally Wood «The Disneyland Memorial Orgy», The Realist Archive Project: The Realist #74, May 1967, pp. 12–13. WebCitation archive. Credits listed at archive's May 1967 Contents Page. WebCitation archive.
38. ↑  Comic Book Artist No. 14, p. 20
39. ↑  McAvennie, Michael (2010). 1960s. У Dolan, Hannah (ред.). DC Comics Year By Year A Visual Chronicle. London, United Kingdom: Dorling Kindersley. с. 131. ISBN 978-0-7566-6742-9. Writer Jim Shooter and artist Wally Wood helmed November [1968]'s Captain Action #1, based on Ideal's popular action figure.
40. ↑  Levitz, Paul (2010). The Silver Age 1956–1970. 75 Years of DC Comics The Art of Modern Mythmaking. Cologne, Germany: Taschen. с. 325. ISBN 9783836519816. In 1969, Superboy ... swerved radically from the complacent Super-house style once writer Frank Robbins came aboard ... Overnight the comic was reinvented with realistic teen angst, natural dialogue, and a sex appeal that was only aided by the inks of good-girl artist Wally Wood. Under his brush, Lana Lang never looked hotter.
41. ↑  Ro, Ronin (2004). Tales to Astonish: Jack Kirby, Stan Lee and the American Comic Book Revolution. Bloomsbury. с. 151. ISBN 1582343454.
42. ↑  Hal Foster. Lambiek Comiclopedia. 25 листопада 2011. Архів оригіналу за 25 жовтня 2013. Hal Foster grew older, too – after all, he was already 44 when he started Prince Valiant! He decided to start working with assistants. Three artists worked with him: Gray Morrow, Wally Wood and John Cullen Murphy.
43. ↑  McAvennie «1970s» in Dolan, p. 156: «From the lavish covers of Basil Wolverton and Wally Wood to one-page gags and stories too peculiar for even the likes of a Mad magazine, Plop! lived … by its own macabre rules.»
44. ↑  Ross, Jonathan (2011). Introduction. The Steve Ditko Omnibus Volume One Starring Shade, the Changing Man. DC Comics. с. 11. ISBN 978-1401231118. I'll make do with re-reading these wonderful four issues in which Ditko's beautiful pencils are ennobled by the incomparable Wally Wood's inks.
45. ↑  Nolen-Weathington, Eric (2005). Modern Masters, Volume 5: José Luis García-López. Raleigh, North Carolina: TwoMorrows Publishing. с. 27—28. ISBN 978-1893905443.
46. ↑  Nolen-Weathington, Eric; Ash, Roger (2006). Modern Masters, Volume 8: Walter Simonson. Raleigh, North Carolina: TwoMorrows Publishing. с. 25. ISBN 978-1893905641.
47. ↑  Markstein, Don (2010). Power Girl. Don Markstein's Toonopedia. Архів оригіналу за 22 червня 2014.
48. ↑  Evanier, Mark (4 липня 2012). Foto File. News From ME. Архів оригіналу за 13 липня 2012. Fans noticed that her chest seemed to grow from issue to issue. I was around once when Woody was asked about this. He said that it was his intention to add about a half-inch to her bustline every issue and see how long it would be before someone told him to stop. Wood only did eight or nine issues and I think someone told him to stop around his sixth
49. ↑  Adkins in Cooke, Jon B. (February 2000). Dan Adkins' Strange Tales. Comic Book Artist. Raleigh, North Carolina: TwoMorrows Publishing (7). Архів оригіналу за 21 жовтня 2007. Reprinted in Cooke, Jon, ред. (2009). Comic Book Artist Collection, Volume 3. Raleigh, North Carolina: TwoMorrows Publishing. с. 38. ISBN 978-1893905429.
50. ↑  Greenberger, Robert (2012). The Art of Howard Chaykin. Mount Laurel, New Jersey: Dynamite Entertainment. с. 26—28. ISBN 978-1606901694.
51. ↑  Wahl, Andrew (23 липня 2009). CCI: Nicola Cuti Earns Inkpot Honor. Comic Book Resources. Архів оригіналу за 19 вересня 2016. Before long, Cuti would fall in with the legendary Wally Wood, with whom he would share a studio in Long Island.
52. ↑  Salicrup, Jim; Zimmerman (September 1986). Larry Hama (part 2). Comics Interview. Fictioneer Books (38): 36—45.
53. ↑  Wayne Howard. Lambiek Comiclopedia. 2 жовтня 2015. Архів оригіналу за 15 вересня 2016. He joined Wally Wood's studios in Long Island, New York, around 1969.
54. ↑  Ralph Reese. Lambiek Comiclopedia. 2016. Архів оригіналу за 5 березня 2016. From the age of 16, Ralph Reese assisted Wallace Wood on a number of projects, including the DC series Superboy and a series of Topps trading cards.
55. ↑  Markstein, Don (2007). Sally Forth. Don Markstein's Toonopedia. Архів оригіналу за 22 червня 2014.
56. ↑  Wally Wood's «Misfits» at An International Catalogue of Superheroes.WebCitation archive.
57. 1 2  Evanier, Mark (2 липня 2010). Today's Video Link. News From ME. Архів оригіналу за 25 червня 2014.
58. 1 2 3  Hama, quoted in Johnson, Joel. "Wally Wood's 22 Panels That Always Work: Unlimited Edition, " Joel Johnson's blog, August 18, 2006. WebCitation archive.
59. 1 2 3  Johnson.
60. 1 2  Wallace Wood Sketchbook (Crouch, 1980). .
61. 1 2  McDonald, Heidi. «Wally Wood's 22 Panels That Always Work: Unlimited Edition», The Beat, August 21, 2006. WebCitation archive.
62. ↑  Panels That Always Work. United States Copyright Office. n.d. Архів оригіналу за 3 січня 2022.
63. ↑  Beschizza, Rob. «22 movie making techniques that always work…», BoingBoing, July 1, 2010. WebCitation archive.
64. ↑  Thompson, Steven. «Wood's 22 Panels Revisited», Hooray for Wally Wood, November 3, 2010. WebCitation archive.
65. ↑  «Cheese's 22 Panels That Never Work!» HouseOfTwelve.com. Accessed August 2, 2011.
66. ↑  Arrant, Chris. "Mike Oeming's homage to Wally Wood's 22 Panels That Always Work, " [Архівовано 2016-05-05 у Wayback Machine.] Comic Book Resources: «Robot 6» (June 1, 2012).
67. ↑  CerebusTV #36 (Wally Wood episode). Cerebus.tv. July 2012. Архів оригіналу за 28 серпня 2014.
68. ↑  Stewart, Bhob, ed. (2003). Against the Grain: MAD Artist Wallace Wood. Raleigh, North Carolina: TwoMorrows Publishing. с. 321. ISBN 978-1-893905-23-8.
69. ↑  EC Lives! The 1972 EC Fan-Addict Convention Book (privately published)
70. ↑  Report to Readers: The Life and Legend of Wallace Wood Volume 2. The Comics Journal. 19 березня 2018. Процитовано 26 жовтня 2018.
71. ↑  Division Awards Comic Books. National Cartoonists Society. 2013. Архів оригіналу за 16 грудня 2013. Процитовано 16 грудня 2013.
72. 1 2 3 4  Bails, Jerry, and Hames Ware. Wood, Wally (entry), Who's Who of American Comic Books, 1928—1999. Accessed April 5, 2011. WebCitation archive.
73. ↑  Inkpot Award
74. ↑  2011 Inkwell Awards Winners. Inkwell Awards. Архів оригіналу за 8 жовтня 2014.
75. ↑  YouTube — J. David Spurlock — Heroes Convention 2011 — Posthumous acceptance on behalf of Wally Wood